# San Jacinto, Puebla
San Jacinto är en ort i Mexiko.   Den ligger i kommunen Amozoc och delstaten Puebla, i den sydöstra delen av landet, 120 km öster om huvudstaden Mexico City. San Jacinto ligger 2 316 meter över havet och antalet invånare är 531.
Terrängen runt San Jacinto är kuperad åt sydost, men åt nordväst är den platt. Runt San Jacinto är det mycket tätbefolkat, med 2 614 invånare per kvadratkilometer. Närmaste större samhälle är Puebla de Zaragoza, 14,5 km väster om San Jacinto. Trakten runt San Jacinto består till största delen av jordbruksmark.